# Антон Іванович сердиться
«Антон Іванович сердиться» (рос. «Антон Иванович сердится») — російська радянська повнометражна чорно-біла музична комедія, поставлена на Леніградской ордена Леніна кіностудії «Ленфільм» в 1941 року режисером Олександром Ивановським.
Прем'єра фільму в СРСР відбулося 29 серпня 1941 року.

## Зміст
Антон Іванович грає тільки Баха, а його донька вчиться в консерваторії. За нею по п'ятах ходить молодий композитор, який пише оперети, які Антон Іванович за музику не вважає – він через це так розсердився, що навіть з другом посварився. Знадобилося втручання самого Йоганна Себастьяна і чудового дебюту доньки, щоб суворий ортодокс розтанув і схвалив легку музику і кохання.

## Ролі
- Микола Коновалов — Засл. арт. РРФСР — Воронов Антон Іванович, професор
- Людмила Целіковська — Сіма, його дочка
- Тетяна Кондракова — Діна, старша дочка
- Тамара Глібова — дружина Воронова
- Павло Кадочников — Олексій Мухін, композитор
- Тамара Павлоцька — Холодецька Ядвіга Валентинівна, примадонна музкомедії
- Олександр Орлов — Засл. арт. РРФСР — Кибрик Яків Григорович, комік музкомедії
- Сергій Мартінсон — Керосінов, композитор
- Віталій Кільчевський - Ролландо, тенор
- Анатолій Королькевич — Скворешніках, режисер музкомедії
- Володимир Гардін — Нар. арт. РРФСР — Йоганн Себастьян Бах
- Анатолій Нелидов — професор консерваторії по вокалу (в титрах не вказаний)
- Анна Сергієва — епізод (в титрах не вказана)

## Знімальна група
- Художній керівник студії — засл. деят. мистецтв — Фрідріх Ермлер
- Сценарій — Євгенія Петрова, Георгія Мунблитом
- Режисер — засл. деят. мистецтв — Олександр Івановський
- 2-й режисер — Карл Гаккель
- Оператор — Євген Шапіро
- Консультант-оператор — засл. арт. БССР — Аркадій Кальцатий
- Композитор — Дмитро Кабалевський
- Ескізи художника — Семена Мандель
- Художник — Абрам Векслер
- Директор картини - Юхим Хаютін
- Звукооператор - Іван Дмитрієв
- Асистенти:
режисера - Л. Жанно, Л. Карасьова
по монтажу - Олександр Івановський
оператора - Ілля Гольдберг, Музакір Шуруков
художника - Михайло Цибасов, Ельза Рапопорт
- Костюми - Лідія Шільдкнехт
- Текст пісень — Всеволод Рождественський
- У фільмі використана музика Баха, Генделя, Гуно

## Думки про фільм
«Обравши водевільний сюжет, насичений непорозуміннями, любовними перипетіями, смішними колізіями, творці фільму знайшли вихід із суперечки: не музика Баха конкурує з „Весняної піснею“, але жартівлива тирада класика, з'явився у сні професору консерваторії Антону Івановичу Воронову, відкриває дорогу плюралізму, дозволяє бажану різноманітність. Успіх картини багато в чому був зумовлений дебютом чудової актриси Людмили Василівни Целіковською ».

## Музичні твори, які звучать у фільмі
- Шарль Гуно, опера «Ромео і Джульєтта» — Арія Джульєтти.
- Людвіг Ван Бетховен — «Застільна пісня».
- «По вулиці ходила велика крокодила» (вульгарна вулична пісенька, що виникла в смутний передреволюційний час в люмпенському середовищі і опошляючи красивий марш Льва Чернецького «Дні нашого життя», на музику якого її виспівували до і після революції всі, кому не лінь).
- Йоганн Себастіан Бах — Пассакалія до-мінор для органу.
- Георг Фрідріх Гендель — опера «Рінальдо», арія Альмірени «Lascia ch’io pianga»
- Жан Жильбер. Каскадний дует з оперети «Король комедіантів»
- Імре Кальман. Арія Маріци з однойменної оперети. Приспів з неї Ядвіга Валентинівна співає зі словами «Панчоха зі стрілкою, каблук високий...»

## Цікаві факти
- Всі вокальні номери, які співала Сімочка, виконала співачка Дебора Яківна Пантофель-Нечецька, яка не вказана в титрах.
- Фільм починається з органного концерту в Санкт-Петербурзької академічної капелі. Концертний зал з органом практично не змінився до наших днів.
- Драматичний пік картини - транспонування музикантами оркестру арії співачки на три тони вище на прохання диригента безпосередньо перед виконанням - звичайно, не міг мати місця в дійсності. Великі оркестрові колективи грають тільки за заздалегідь переписаним і розкладеним по партіях нотах. Групове транспонування, гра на слух - виключені. До того ж при транспонірований окремої арії виникла б серйозна проблема сполучення її з попереднім і наступним музичним матеріалом.
- Сама верхня нота в цій арії - ре третьої октави.
- Фільм вийшов в 1941 р., напередодні війна. Афішами фільму в 1941 р. були заклеєні тумби в Ленінграді. Під час блокади їх зривати було нікому, в результаті афіші провисіли до кінця війни і стали одним з атрибутів війни. Багато хроністи, що знаходилися в цей час в блокованому місті, згадували про них.

«У нас, в Ленінграді, перед самою війною мала піти музична кінокомедія під такою назвою, і тому майже до кожного ліхтарного стовпа прикріплена була досить велика фанерна дошка, на якій великими квітчастими літерами було написано: „Антон Іванович сердиться“. Більше нічого не було написано. Кінокомедію ми подивитися не встигли, не встигли зняти в перші дні війни і ці афіші. Так вони і залишилися під погашеними ліхтарями до кінця блокади.
І той, хто йшов по Невському, скільки б разів не піднімав очі, завжди бачив ці афіші, які, у міру того як розгорталася війна, штурм, блокада і лихо міста, перетворювалися на якесь попередження, що нагадує гучний докір: „А адже Антон Іванович сердиться!“ І в поданні нашому виник якийсь реальний, живий чоловік, дуже добрий, не всі розуміє, жахливо бажаючий людям щастя і по-доброму, з болем сердитися на людей за всі ті непотрібні, безглузді і страшні страждання, яким вони себе навіщось піддали».